# Портрет хористки
«Портрет хористки» (рос. Портрет хористки) — хрестоматийний твір російського художника Костянтина Коровіна, з появою якого пов'язують і народження російського імпресіонізму в живопису.

## Україна і «Портрет хористки»
«Портрет хористки» задав декілька загадок, які повільно розв'язали при дослідженні картини. Художник ніби просто подав молоденьке дівча з хору в пістявому вбранні. Але поза якась незручна, застигла, ніби вона зніяковіла під пильним поглядом художника, застигла з несміливим виразом обличчя, межуючого з глупотою.
При дослідженні картини звертають увагу на кракелюр, мережу трищинок, які утворюються на поверхні олійних фарб з роками. Кракелюр на картині був, як були і підпис та дата 1883 р. Підпис Коровіна був нанесений відразу по створенню портрета і теж вкритий кракелюрами. Тобто вони одномоментні. Але через роки Коровін вернувся до давнього твору і додав дату (1883) і допис тушшю (Харків), де саме і був створений цей портрет. 1887 року в Харкові гастролювала Російська приватна опера, що належала Савві Мамонтову. Разом із труппою прибула і молоденька хористка, що привабила око молодого Костянтина Коровіна, гульвіси і «мисливця» за молодими дівчатами. (Хористкою була і громадянська дружина художника.) Дослідили і твори Коровіна кінця 1880-х років, серед яких і «Портрет Орлової» 1889 р., тодішньої учениці Коровіна. Підпис на «Портреті Орлової» повністю збігався із підписом на «Портреті хористки». Отже, останній портрет не міг бути написаним раніше за 1887 рік і раніше за гастролі Російської приватної опери в Харкові в Україні.

## Жартівливі розігриші Савви Мамонтова

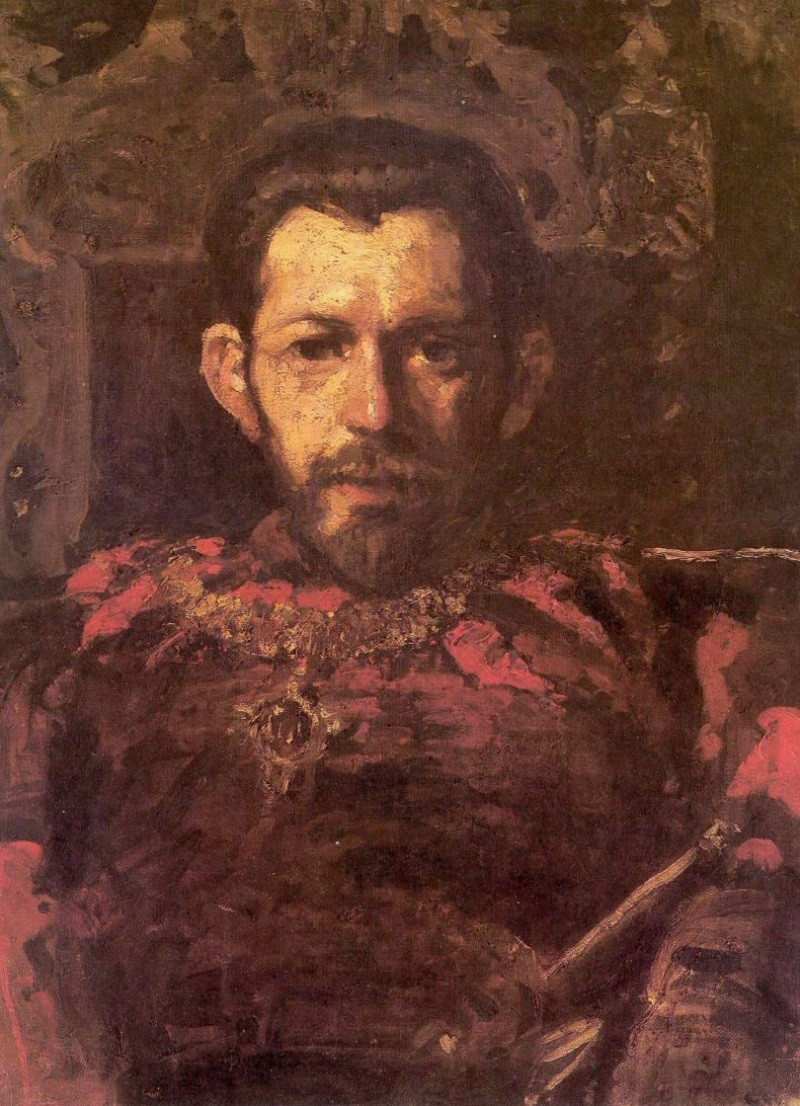
Сергій Савич Мамонтов в театральному костюмі. 1890 р. Російський музей, Санкт-Петербург.

Генерація московських художників після Олексія Саврасова, Маковського, Прянішнікова дивувала вже вчителів відсутністю приязні до соціальної тематики, до реалізму і значним колористичним обдаруванням, яким нехтували представники реалізму.
Не дуже сміливми були колористичні здібності у Валентина Сєрова. Але вони компенсувались тонкими гармоніями, неприхованими настроями і цікавими сюжетами. В повному обсязі колористичні здібності виявили в своїх творах Ісаак Левітан, Костянтин Коровін і Олександр Головін. Дуже швидко змінилася і техніка Коровіна, котрий міг працювати надзвичайно широкими пензлями без втрат для образності картини. В період його перебування в садибі Абрамцево Савва Мамонтов лякав інших художників колористично сміливою картиною Коровіна «Портрет хористки», видаючи її за твір якогось іспанця. Особливо сильно колористичні здібності Коровіна виявилися в його натюрмортах з квітами і в пейзажах.
Костянтин Коровін не одноразово звертався до відтворення осіб, тісно пов'язаних із театром. Окрім «Портрета хористки» відомі «Портрет Сергія Мамонтова в театральному костюмі», акторка «Тетяна Любатович», низка портретів оперного співака Федора Шаляпіна на відпочинку чи в театральних образах (опера "Демон " Антона Рубінштейна).